# سيباستيان ويمر
سيباستيان ويمر (بالألمانية: Sebastian Wimmer)‏ (15 يناير 1994 في النمسا - ) هو لاعب كرة قدم نمساوي في مركز الدفاع. لعب مع لاسك لينتس.

## وصلات خارجية
- سيباستيان ويمر على موقع الاتحاد الأوربي (الإنجليزية)
- سيباستيان ويمر على موقع قاعدة بيانات كرة القدم.إي يو (الإنجليزية)
- سيباستيان ويمر على موقع عالم كرة القدم.نت (الإنجليزية)